# Lloyd Geering
Lloyd George Geering (Rangiora, 26 febbraio 1918) è un pastore protestante e teologo neozelandese.

## Biografia
Dopo il diploma di scuola superiore, Geering si è iscritto all'Università di Otago. Nel 1937, durante gli studi universitari, ha abbracciato la tradizione cristiana e nel 1940, dopo aver conseguito il master of arts in matematica, è entrato al Knox College, un seminario presbiteriano a Dunedin. Nel 1943 è stato ordinato pastore e inviato ad esercitare il suo ministero a Kurow. Nel 1945 è stato trasferito a Dunedin e nel 1946 ha conseguito il Bachelor of Divinity al Melbourne College of Divinity. Nel 1950 è stato trasferito a Wellington dove è rimasto fino al 1956, anno in cui ha abbandonato il ministero  pastorale per dedicarsi all'insegnamento, diventando professore di Antico Testamento prima a Brisbane e poi a Dunedin. Nel 1963 è stato nominato preside del Knox College, incarico che ha lasciato nel 1971 per diventare professore di Studi religiosi all'Università Victoria di Wellington, dove è rimasto fino al suo ritiro dall'insegnamento. Nel 1976 ha ricevuto il titolo onorario di Doctor of Divinity dall'Università di Otago. Nel 1984 si è ritirato dall'insegnamento ed è stato nominato professore emerito. Durante la sua carriera, Geering ha scritto più di sessanta libri e ha ricevuto numerosi riconoscimenti.
Nel 1967 Geering è stato accusato di eresia dalla Chiesa presbiteriana neozelandese per avere sostenuto in un articolo pubblicato nel 1966 che la risurrezione di Gesù è stata erroneamente interpretata dalle Chiese cristiane come la rianimazione del suo corpo mortale, i cui resti giacerebbero invece da qualche parte in Palestina. Il caso fu discusso dall'Assemblea Generale della Chiesa presbiteriana neozelandese, che alla fine lasciò cadere l'accusa.
Geering si è sposato tre volte: nel 1943 con la prima moglie Nancy, nel 1951 con la seconda moglie Elaine e nel 2004 con l’attuale moglie Shirley.

## Opere principali
- God in the New World (1968)
- Resurrection – A Symbol of Hope (1971)
- Faith's New Age: A Perspective on Contemporary Religious Change (1980)
- The World of Relation: An Introduction to Martin Buber's I and Thou (1983)
- In the World Today (1988)
- Tomorrow's God: How We Create our Worlds (1996)
- The World to Come: From Christian Past to Global Future (1999)
- Christian Faith at the Crossroads (2001)
- Christianity without God (2002)
- Is Christianity Going Anywhere? (2004)
- The Greening of Christianity (2005)
- Wrestling with God: The Story of My Life (2006)
- In Praise of the Secular (2007)
- Coming Back to Earth: From gods to God to Gaia (2009)
- Such Is Life!: A Close Encounter With Ecclesiastes (2010)
- From the Big Bang to God: Our Awe-Inspiring Journey of Evolution (2013)
- Reimagining God: The Faith Journey of a Modern Heretic (2014)
- On Me Bike: Cycling round New Zealand 80 years ago (2015)
- Portholes to the Past: Reflections on the early 20th century (2016)

## Onorificenze
- Ordine dell'Impero Britannico – 1988
- Ordine al merito della Nuova Zelanda - 2000